# Rifugio Castiglioni
Il rifugio capanna Enrico Castiglioni è un rifugio alpino situato nella località Alpe Devero, in comune di Baceno (VCO), a 1640 m s.l.m.

## Storia
La struttura, in muratura di pietrame, fu costruita nel 1936  come caserma della Guardia di finanza. Dopo la seconda guerra mondiale la caserma venne riattata dai soci del CAI di Gallarate, che la gestirono come rifugio su base volontaria; nel 1971 la sezione CAI acquistò la struttura dall'Intendenza di finanza. Dal 1997 il rifugio è gestito da Michele Galmarini. La struttura è dedicata a Enrico Castiglioni, istruttore di roccia morto a 24 anni sul Poncione di Gamma.

## Caratteristiche e informazioni
La struttura, a due piani, dispone di un totale di 25 posti letto; essendo aperta tutto l'anno, non ha un locale invernale riservato. Dispone di acqua corrente all'interno, impianto di riscaldamento, doccia calda e servizi igienici interni. Offre servizio bar ed alberghetto.
Il rifugio è inserito nel progetto Wi-Pie della Regione Piemonte, volto a portare una connessione Internet wireless ai rifugi alpini. Il rifugio è anche dotato di una webcam sempre attiva, consultabile sul sito della Regione Piemonte.

## Accessi
Il rifugio è raggiungibile a piedi dalla frazione Goglio di Baceno. Da qui si può proseguire per la carrozzabile fino al parcheggio dell'Alpe Devero, da dove si prosegue a piedi e si raggiunge in breve tempo il rifugio. Oppure, si può risalire per mulattiera fino alle baite di Forcola (1570 m), da dove una pista agro-silvo-forestale raggiunge il rifugio.

## Ascensioni
- Monte Cervandone - 3.210 m
- Punta della Rossa - 2.877 m
- Punta d'Arbola - 3.235 m
- Punta Gerla - 3.086 m
- Pizzo Crampiolo - 2.766 m
- Punta Valdeserta - 2.938 m

## Traversate
- Rifugio Città d'Arona all'Alpe Veglia
- Binntalhütte (Svizzera)
- Rifugio Margaroli per la Scatta Minoia, oppure per la Bocchetta N di Valle ed il Passo Busin
- Rifugio Miryam

## Altre attività
In inverno, il rifugio è punto di partenza della pista di fondo di Devero. Presso il rifugio si può affittare l'attrezzatura per lo sci di fondo; si possono inoltre affittare le racchette da neve per passeggiate invernali.
Sempre in inverno, il rifugio è un punto d'appoggio per itinerari di sci alpinismo che permettono di raggiungere diverse cime:
- punta Valdeserta,
- monte Cervandone
- punta Marani
- punta Bandiera